# Mogulones asperifoliarum
Espèce
Mogulones asperifoliarum est une espèce d'insecte coléoptères de la famille des Curculionidae.

## Distribution
Europe.

## Biologie
Ce charançon oligophage se nourrit sur diverses espèces de Boraginacées. L'œuf est pondu dans un pétiole ou une tige, puis la larve se nourrit dans les tiges et se nymphose dans le sol.

## Systématique
Le nom valide complet (avec auteur) de ce taxon est Mogulones asperifoliarum (L.Gyllenhal, 1813).
L'espèce a été initialement classée dans le genre Rhynchaenus sous le protonyme Rhynchaenus asperifoliarum L.Gyllenhal, 1813.
Mogulones asperifoliarum a pour synonymes :
- Ceuthorhynchus asperifoliarum
- Ceutorhynchus asperifoliarum (Gyllenhal, 1813)
- Ceutorhynchus congener Germar, 1823
- Ceutorhynchus intersectus Germar, 1823
- Curculio asperifoliarum Kirby
- Rhynchaenus asperifoliarum L.Gyllenhal, 1813